# Буда (Чернівецький район)
Бу́да — село в Україні, у Магальській сільській громаді Чернівецького району Чернівецької області.

## Історія
З 24 серпня 1991 року село входить до складу незалежної України.

## Населення
Населення становить 1452 особи за даними перепису 2001 року.

### Мова
Розподіл населення за рідною мовою за даними перепису 2001 року:
| Мова            | Кількість | Відсоток |
| --------------- | --------- | -------- |
| румунська       | 1234      | 84.99%   |
| українська      | 206       | 14.19%   |
| російська       | 10        | 0.68%    |
| польська        | 1         | 0.07%    |
| інші/не вказали | 1         | 0.07%    |
| Усього          | 1452      | 100%     |